# ジョジョの奇妙な冒険 (コンピュータRPG)
『ジョジョの奇妙な冒険』（ジョジョのきみょうなぼうけん）は、1993年3月5日にコブラチームが発売した漫画『ジョジョの奇妙な冒険 Part3 スターダストクルセイダース』を題材にしたスーパーファミコン用ソフト。ジャンルはロールプレイングゲーム。『ジョジョの奇妙な冒険』初のコンピュータゲーム化作品。制作総指揮を橋本真司が担当した。

## ゲーム内容

### システム
バストアップだけで移動を見せる珍しい横スクロールタイプのRPG。現実的なシステムとして味方がストレスにより弱体化したり、時間経過でパラメーターが変動する「バイオリズムシステム」が採用されている。戦闘は普遍的なコマンド入力方式だが、戦闘前にタロットカード（後半にはエジプト9栄神も追加）を選ばされ、出た図柄によって能力が変動する。戦闘はスタンドを使って行われる。
戦闘では、普通に「戦う」ほか、「調べる」コマンドを選び、なにかを思いつくことによって使える「ヒラメキ」攻撃をすることで敵によっては戦闘を有利に運ぶことができることがある。「ヒラメキ」を使うまでは全くダメージを与えられない敵も多い。通常よりも強力な「ガッツ」攻撃も「ヒラメキ」と同条件で使用可能になる。「はなす」コマンドでは相手の精神力にダメージを与えたり、味方の精神力を回復することができる（精神力が下がるとスタンドの能力が下がる。0になると戦闘不能）。また、エンカウントは固定で、敵は基本的に決まった場所にしか出現しない。「タロットカード」というアイテムがあれば「占う」コマンドが使用でき、ラッキーアイテムが分かる（ただし、アヴドゥルがいないとできない）。ラッキーアイテムを装備するとバイオリズムの変動が加速し、調整が容易になる。

### その他
- 装備品として様々なものが登場する（例：承太郎は学帽、チェーン）。その他、少年ジャンプやタバコなどもアイテムとして登場する。

- 大きな相違点のひとつとして、承太郎が「ときのがくぼう」という「装備アイテム」で時を止める能力を手に入れる。このアイテムは最終決戦地であるエジプト・カイロの館にてDIOと遭遇後、撤退中に入手した鍵を使って開く宝箱に入っている。空条承太郎に装備させると、DIOと同じ「時を止める能力」を身につけ、パーティーメンバーの中で唯一DIOに対して有効打を与えられるようになる（しかし花京院のみ強攻撃の時、有効打を与えられる）。

- 上記の「ときのがくぼう」を装備した承太郎がDIOに攻撃すると、一撃目の直後にDIOがセリフを発するのだが、この一撃目の承太郎のDIOへの攻撃を「ガッツ」コマンドで行うとメッセージがバグってしまう。

## スタッフ
- コブラチームスタッフ
  - エグゼクティブ・プロデューサー：橋本真司
  - ゲーム・デザイナー：中里尚義
  - アート・ディレクター：大森英敏
  - データ・メーカー：ながやまあけみ、たなかともよ
  - デバッガー：はまだじさく、いながきせつこ、北村典子
- ウィンキーソフトスタッフ
  - メイン・プログラマー：高宮成光
  - サウンド・プログラマー：渡邊猛
  - 音楽：山根昇
  - グラフィック・デザイナー：本田透、西村英樹、太田恵子、藤井恵美
  - スペシャル・サンクス：森田康楠、山岸望、大矢晋一

## 評価
- ゲーム誌『ファミコン通信』の「クロスレビュー」では、5・6・5・4の合計20点（満40点）となっており[3]、レビュアーからの否定的な意見としては「ストーリーのつながりが荒い、戦闘シーンのグラフィックは迫力が足らない、画面構成は斬新だがキャラクターを操作しづらいのは致命的、自由度は低い、承太郎と花京院の顔グラフィックが使い回し、バイオリズムシステムやラッキーアイテムは活かし切れていない、RPGというよりアドベンチャーゲームの変種でいっそのこと普通にADVにすればよかったのでは」とした[3]。

- ゲーム誌『ファミリーコンピュータMagazine』の読者投票による「ゲーム通信簿」での評価は以下の通りとなっており、22.22点（満30点）となっている[1]。この得点はスーパーファミコン全ソフトの中で69位（323本中、1993年時点）となっている[1]。その他、『SUPER FAMICOM Magazine』1993年8月情報号特別付録の「スーパーファミコンオールカタログ'93」巻末に収録されている「部門別ベスト30」では、オリジナリティ21位を獲得している[5]。

| 項目 | キャラクタ | 音楽 | 操作性 | 熱中度 | お買得度 | オリジナリティ | 総合  |
| 得点 | 3.96       | 3.62 | 3.54   | 3.79   | 3.29     | 4.02           | 22.22 |

- ゲーム誌『Theスーパーファミコン』の「ザ・テストプレイでは」では総合評価62点（100点満点）[4]。レビュアーのうち1人は「序盤は原作に沿っているが台所にある薬を取るように言うアヴドゥルなど原作のイメージと合わないことがあるのは残念、戦闘のメインであるスタンド攻撃は迫力不足、タロットカードの意味はあまり感じられないがミステリアスな雰囲気を盛り上げていて面白い、新しい手法を取り入れた移動は見た目が面白いがRPGには合わずこれを使ったアドベンチャーゲームをプレイしてみたかった」とし、もう1人は「ビジュアルで表現されるスタンドやタロットカードに支配された登場人物などの演出面は世界観に合っていて遊び盛りだくさんで原作ファン向けだが、そのラインを越えられないのがかなりに残念」とした[4]。